# Neaufles-Saint-Martin
Neaufles-Saint-Martin is een gemeente in het Franse departement Eure (regio Normandië). De plaats maakt deel uit van het arrondissement Les Andelys. Neaufles-Saint-Martin telde op 1 januari 2022 1.306 inwoners.

## Geografie
De oppervlakte van Neaufles-Saint-Martin bedroeg op 1 januari 2022 9,07 vierkante kilometer; de bevolkingsdichtheid was toen 144 inwoners per km².

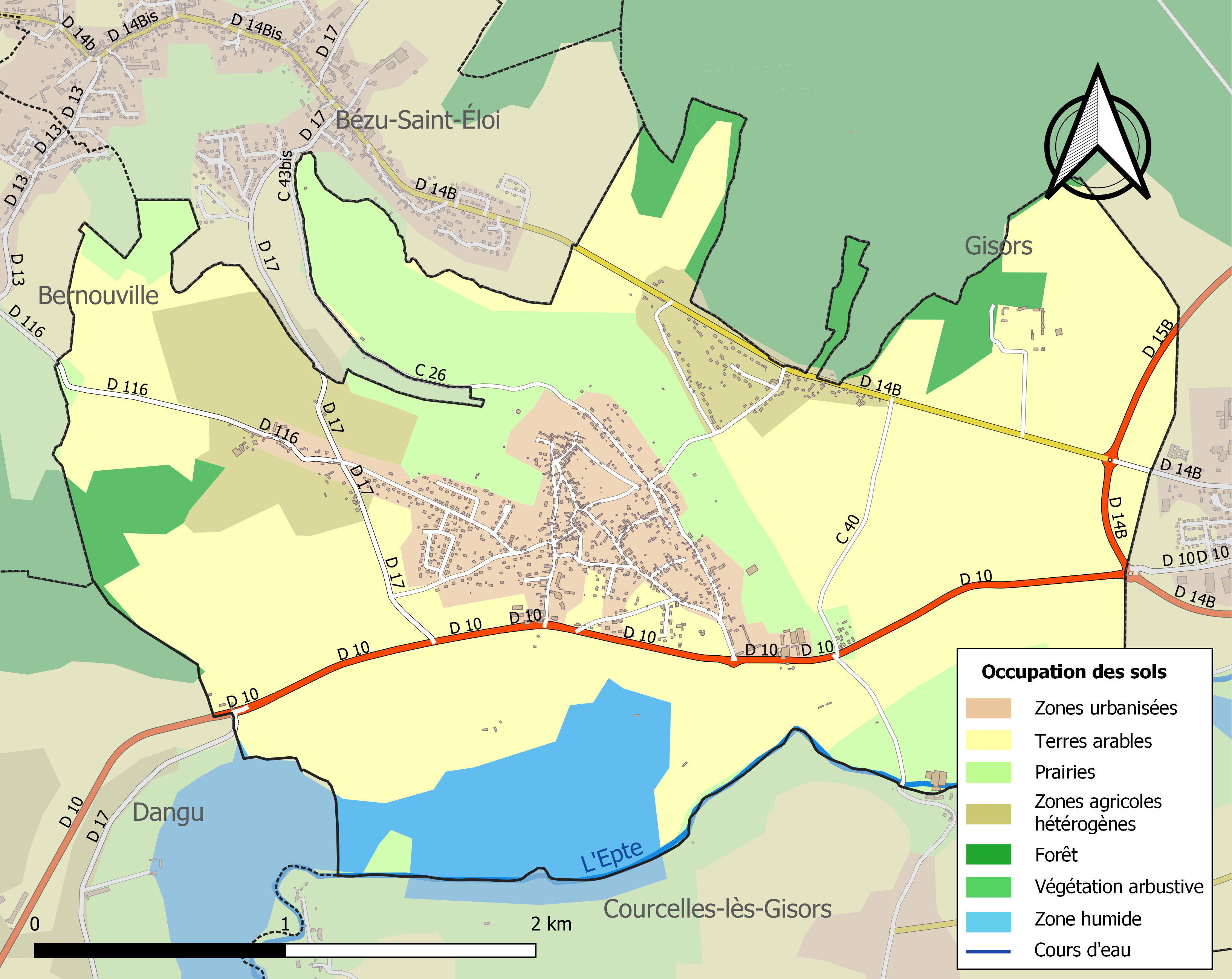
Kaart van de gemeente met belangrijkste infrastructuur, bodemgebruik en omliggende gemeenten

## Demografie
Onderstaande figuur toont het verloop van het inwonertal (bron: INSEE-tellingen).